# شركة أذربيجان للاستصلاح وإدارة المياه
تأسست شركة أذربيجان للاستصلاح وإدارة المياه بموجب المرسوم رقم 372 الصادر عن رئيس جمهورية أذربيجان بتاريخ 23 شباط/فبراير 2006 وذلك لتدابير تحسين الإدارة في مجال الاستصلاح وإدارة المياه.

## تاريخ الشركة
افتُتحَ قسم المياه عام 1920 في إطار مفوضية الأراضي الشعبية لجمهورية أذربيجان الاشتراكية السوفياتية وكان الهدفُ من هذا القِسم هو إدارة استصلاح الأراضي وإدارة المياه في أذربيجان. غُيّر اسم قسم المياه في العام الموالي إلى قسم إدارة المياه، وبحلول عام 1925 صارَ قسم إدارة المياه تحت إشراف المجلس الاقتصادي الأعلى لجمهورية أذربيجان الاشتراكية السوفيتية.
غُيّر اسم القسم مجددًا وهذه المرة في عام 1941 حين صار اسمُ الإدارة هو المفوضية الشعبية الأذربيجانية لإدارة المياه، ثم أصبحَ عام 1946 تحتَ إشراف ومسمّى وزارة إدارة المياه في جمهورية أذربيجان الاشتراكية السوفيتية، ومنذ عام 1966 وهو يحملُ اسم وزارة الاستصلاح وإدارة المياه في جمهورية أذربيجان الاشتراكية السوفياتية قبل أن يُغيّر الاسم مجددًا عام 1993 ليُصبح باسمِ لجنة الاستصلاح والمياه الإدارة تحت إشراف مجلس الوزراء.
بموجب مرسوم رئيس جمهورية أذربيجان بشأن تحسين الإدارة في القطاع الزراعي بتاريخ 23 تشرين الثاني/نوفمبر 2004، أُلغيت اللجنة ووكالة الدولة للاستصلاح وإدارة المياه التابعة لوزارة الزراعة فتأسَّسَت شركة مساهمة مفتوحة في أذربيجان لاستصلاح المياه وإدارة المياه بموجب المرسوم رقم 372 وهي اليوم شركة مساهمة مملوكة للدولة تقدم خدمات عامة في مجال استصلاح الأراضي وإدارة المياه.

## وصلة خارجية
- الموقع الرسمي